# Oliver D. Doleski

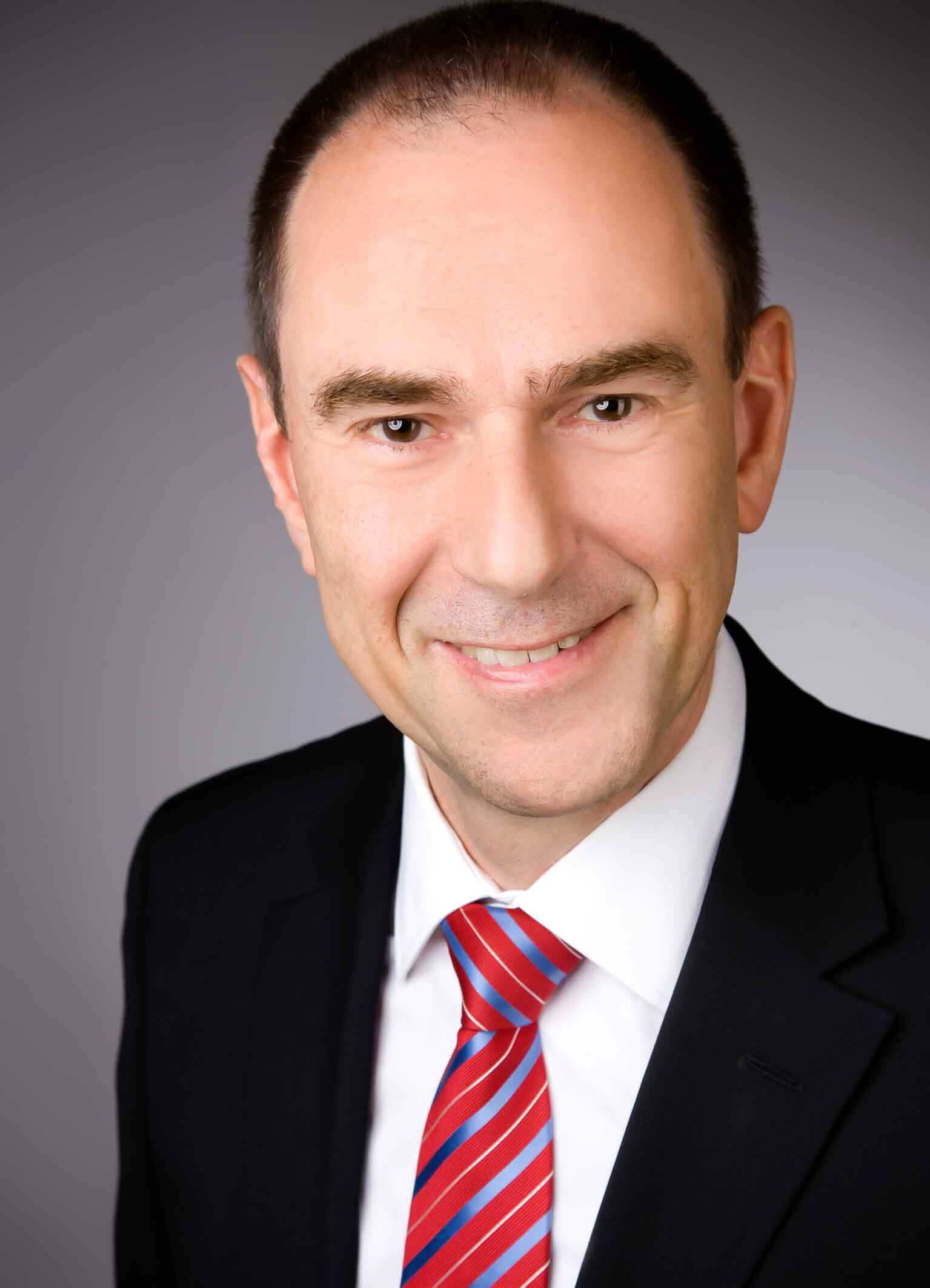
Oliver D. Doleski

Oliver D. Doleski (* 15. August 1967 in Kassel) ist ein deutscher Wirtschaftswissenschaftler, Autor und Unternehmensberater.

## Leben
Doleski studierte Wirtschaftswissenschaften an der Universität der Bundeswehr München. Er arbeitete im öffentlichen Dienst und als Unternehmensberater in den Bereichen Unternehmensführung und Prozessmanagement, unter anderem mit der eigenen Consulting-Firma Fiduiter. Diese ist seit 2019 nicht mehr aktiv.
Als Autor hat er zahlreiche Publikationen veröffentlicht.
Doleskis Forschungsschwerpunkt liegt in den Bereichen Smart Market, Transformation der Energiewirtschaft und Internet of Things.

## Publikationen
Monografien
- mit Thomas Kaiser, Michael Metzger, Stefan Niessen, Sebastian Thiem. Digitale Dekarbonisierung – Technologieoffen die Klimaziele erreichen, Springer Vieweg, Wiesbaden 2021, ISBN 978-3-658-32933-4 (englisch: Digital Decarbonization – Achieving climate targets with a technology-neutral approach, Springer Vieweg, Wiesbaden 2022).
- mit Thomas Kaiser: Advanced Operations. Best Practices zur fokussierten Etablierung transformatorischer Geschäftsmodelle, Springer Gabler, Wiesbaden 2017, ISBN 978-3-658-19089-7 (englisch: Advanced Operations. Best Practices for the Focused Establishment of Transformational Business Models, Springer Vieweg, Wiesbaden 2020).
- mit Daniel R. A. Schallmo, Volker Herbort: Roadmap Utility 4.0. Strukturiertes Vorgehen für die digitale Transformation in der Energiewirtschaft, Springer Vieweg, Wiesbaden 2017, ISBN 978-3-658-17654-9.
- Utility 4.0. Transformation vom Versorgungs- zum digitalen Energiedienstleistungsunternehmen, Springer Vieweg, Wiesbaden 2016, ISBN 978-3-658-11550-0. (englisch: Utility 4.0. Transformation from Being a Utility to Being a Digital Energy Services Company, Ahrensburg: tredition, 2024).
- Integriertes Geschäftsmodell. Anwendung des St. Galler Management-Konzepts im Geschäftsmodellkontext, Springer Gabler, Wiesbaden 2014, ISBN 978-3-658-07093-9 (englisch: Integrated Business Model. Applying the St. Gallen Management Concept to Business Models, Springer Gabler, Wiesbaden 2015).

Herausgeberschaften
- mit Monika Freunek (Hrsg.): Handbook of Electrical Power Systems – Energy Technology and Management in Dialogue, Berlin, Boston: De Gruyter 2024, ISBN 978-3-11-126412-7.
- mit Monika Freunek (Hrsg.): Handbuch elektrische Energieversorgung – Energietechnik und Wirtschaft im Dialog, Berlin, Boston: De Gruyter Oldenbourg 2022, ISBN 978-3-11-075353-0.
- (Hrsg.): Realisierung Utility 4.0 Band 1. Praxis der digitalen Energiewirtschaft von den Grundlagen bis zur Verteilung im Smart Grid, Springer Vieweg, Wiesbaden 2020, ISBN 978-3-658-25331-8.
- (Hrsg.): Realisierung Utility 4.0 Band 2. Praxis der digitalen Energie-wirtschaft vom Vertrieb bis zu innovativen Energy Services, Springer Vieweg, Wiesbaden 2020, ISBN 978-3-658-25588-6.
- (Hrsg.) Herausforderung Utility 4.0: Wie sich die Energiewirtschaft im Zeitalter der Digitalisierung verändert, Springer Vieweg, Wiesbaden 2017, ISBN 978-3-658-15736-4.
- mit Klaus Lorenz (Hrsg.): Energie der Alpen. Grundlagen und Zusammenhänge nachhaltiger Energieversorgung in der Alpenregion, Springer Vieweg, Wiesbaden 2015, ISBN 978-3-658-08382-3.
- mit Christian Aichele (Hrsg.): Smart Market – vom Smart Grid zum intelligenten Energiemarkt, Springer Vieweg, Wiesbaden 2014, ISBN 978-3-658-02777-3.
- mit Christian Aichele (Hrsg.): Smart Meter Rollout – Praxisleitfaden zur Ausbringung intelligenter Zähler, Springer Vieweg, Wiesbaden 2013, ISBN 978-3-8348-2439-4.

Buchbeiträge
- Geschäftsprozesse der liberalisierten Energiewirtschaft, in: Christian Aichele: Smart Energy. Von der reaktiven Kundenverwaltung zum proaktiven Kundenmanagement, Springer Vieweg, Wiesbaden 2012, ISBN 978-3-8348-1570-5, S. 115–150.